# Антарктика

Карта Антарктики

Анта́рктика (вместе с Субантарктикой) — южная полярная область земного шара, ограниченная с севера антарктической конвергенцией. Включает Антарктиду и прилегающие к ней острова и участки Атлантического, Индийского и Тихого океанов. Южные участки этих океанов в пределах Антарктики нередко выделяют в отдельный Южный океан.

## Этимология
Название «Антарктика» происходит от греческих слов и означает область, противоположную Арктике, от др.-греч. ἀντί (anti) — против и  (arktikos) — северный (ἄρκτος (arctos) — медведь, по созвездию Большая Медведица).

## Территория

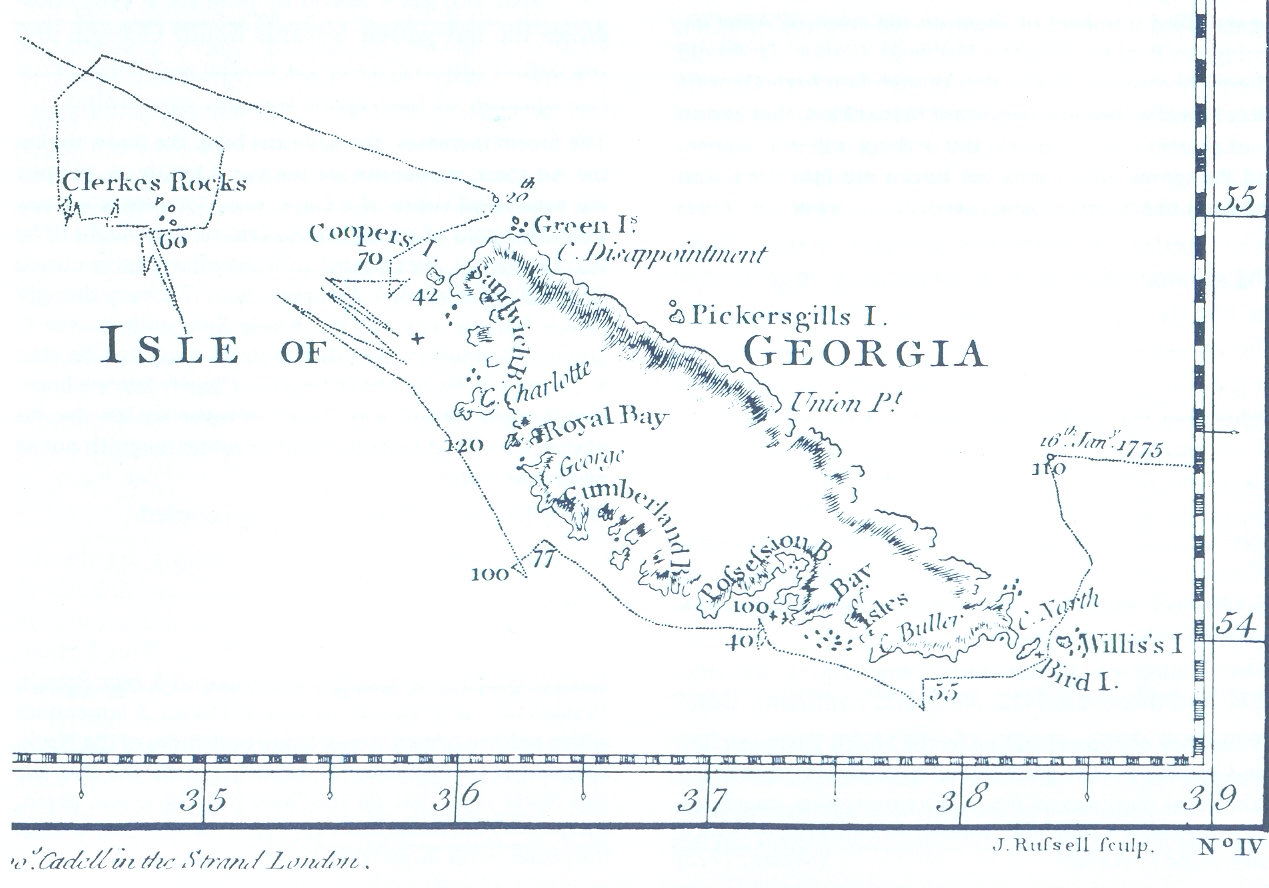
Карта острова Южная Георгия, 1777

Граница Антарктики проходит по линии антарктической конвергенции в пределах 48—60° ю. ш. Общая площадь Антарктики около 52 млн км². Иногда к Антарктике относят некоторые острова, расположенные к северу вплоть до 37° ю. ш., что является больше политическим решением, чем соответствием климатическим условиям (например, острова Гоф и Амстердам). Другой вариант — ограничение территории зоной Договора об Антарктике (южнее 60° ю. ш.). Северную часть между антарктической конвергенцией и антарктической дивергенцией выделяют как субантарктический пояс (Субантарктику).
Кроме того, следующие зависимые территории расположены в широтах Антарктики:
- Остров Буве (Норвегия)
- Французские Южные и Антарктические территории (Франция)
- Остров Херд и острова Макдональд (Австралия)
- Южная Георгия и Южные Сандвичевы Острова (Великобритания)

## Климат

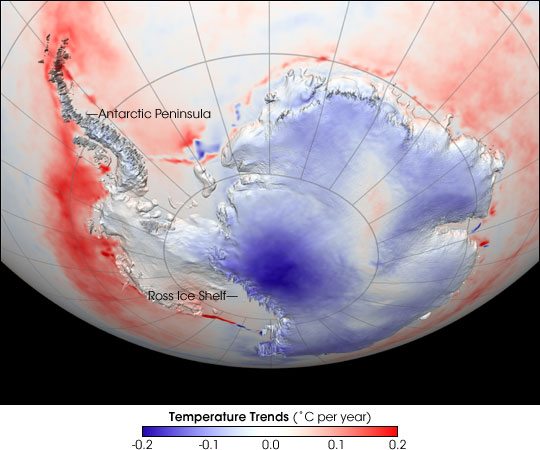
Тенденции изменения температуры поверхности в Антарктике с 1982 по 2004 год.

Антарктика — наиболее суровая климатическая область Земли с низкими температурами воздуха, сильными ветрами, снежными бурями и туманами. Материк и близлежащие острова имеют покровное оледенение. Самая высокая зафиксированная температура составляет +20,75 °C, температура зафиксирована на полярной станции, расположенной на острове вблизи северной оконечности материка 14 февраля 2020 г., самая низкая — −91,2 °C (японская станция Купол Фудзи, Земля Королевы Мод, декабрь 2013 года). Средняя температура летом — −30 °C, зимой — −60 °C.
По данным ООН, последнее десятилетие (2010-е) стало самым тёплым в Антарктике, а 2016 год стал самым жарким (вторым в этом отношении стал 2019 год). Первый месяц 2020 года также стал самым тёплым январём за все время ведения температурных наблюдений в Антарктике.

## Растительный и животный мир
Из-за уникальности природных условий Антарктики и её продолжительной изоляции её растительный и животный мир отличаются большим своеобразием. Так, в Антарктике отсутствуют сухопутные млекопитающие и пресноводные рыбы.
На материке Антарктида встречаются мхи, лишайники, водоросли, грибы, бактерии. В Антарктиде имеется много озёр, где обитают необычные микроорганизмы, в том числе уникальные типы водорослей (сине-зелёные и диатомовые), бактерий и жгутиковых. В более тёплых районах на северо-западе Антарктического полуострова встречаются несколько видов травянистых цветковых растений.
На материке живут мелкие беспозвоночные — тихоходки (из членистоногих), коловратки (перепончатополостные черви) и некоторые бескрылые насекомые.
Холодные антарктические воды богаты крилем (мелкие ракообразные) и рыбой. Здесь водится много тюленей, морских котиков и китов. На побережье обитают такие морские птицы, как поморники, альбатросы и пингвины.
На островах — тундровая растительность (севернее — океанические луга), много птиц.

## Природные ресурсы Антарктики
В водах Антарктики много рыбы и антарктического криля, которые являются ценными биологическими морскими ресурсами.
В Восточной Антарктиде были открыты районы, перспективные для поиска крупных месторождений железной руды и каменного угля, найдены проявления таких твёрдых полезных ископаемых, как вольфрам, марганец, медь, полиметаллы, титан, редкоземельные металлы, апатит, лазурит, слюда, бор, золото, серебро, алмазы, платина. На континентальном шельфе Антарктиды и в примыкающих к нему районах были открыты обширные осадочные бассейны, содержание в которых углеводородного сырья может достичь 70 млрд тонн топлива. Однако в соответствии с Протоколом по охране окружающей среды к Договору об Антарктике любая деятельность в Антарктике в отношении минеральных ресурсов, кроме научной, запрещена.

## Значение исследований Антарктики

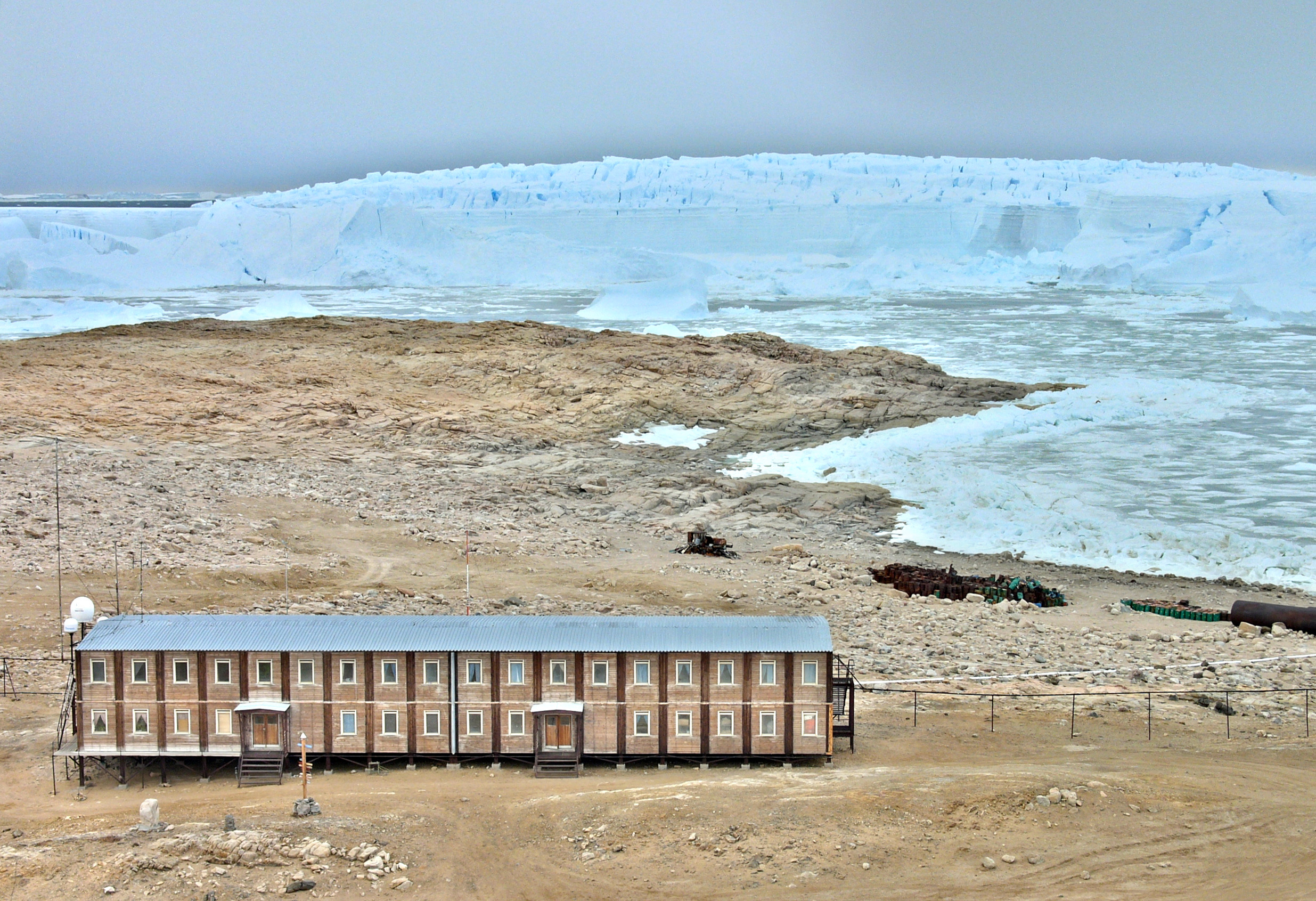
Российская станция Прогресс в Восточной Антарктиде

Одной из главных глобальных проблем современности является прогнозирование изменений климата Земли. Возможность таяния ледникового щита Антарктиды и связанное с этим повышение уровня Мирового океана, расширение «озоновой дыры», повышенная активность солнечно-земных связей и ряд других природных особенностей Антарктики определяют широкий круг исследований, которые ведутся в Антарктике различными странами. В Антарктике фактор человеческого влияния на климат сведён к минимуму и в связи с этим проведение там регулярных наблюдений даёт возможность без особых искажений получить данные об изменении климатических характеристик под влиянием естественных факторов.

## Экономическая деятельность
Экономическая деятельность в Антарктике в основном осуществляется в сфере рыболовства и туризма. Ранее значительное место занимал китобойный промысел. Более 20 лет, с 1930-х по 1950-е годы, китобойные суда добывали в Антарктике 1,5—2 млн т китового мяса. Добыча китов заметно сократилась в конце 1960-х годов. С 1985 года добыча китов уменьшилась примерно до 330 малых полосатиков в год.
Ранее, в основном на островах Антарктики, также происходила охота на тюленей, в результате чего некоторые их виды были почти полностью уничтожены. В настоящее время охота на тюленей не ведётся, и численность отдельных видов достигла первоначального уровня или даже превысила его.
Рыболовство в Антарктике стало интенсивно развиваться в конце 1960-х годов, уловы быстро достигли 400 тыс. т. в год, но вскоре рыбные ресурсы сократились и улов упал примерно до 100 тыс. т. в год. В начале 1990-х годов промысел криля стал наиболее значимой хозяйственной отраслью в Антарктике, он стабилизировался на уровне около 300 тыс. т. в год. С 1982 года управлением мерами по сохранению и использованию морских живых ресурсов Антарктики (кроме тюленей и китообразных) занимается международная Комиссия АНТКОМ.
Антарктику ежегодно посещают свыше 30 тыс. туристов. Большинство из них направляется на Антарктический полуостров, где существуют туристическая база и аэродром. Большинство туристов совершают антарктические круизы на кораблях.
Территория разделена между семью полётными информационными районами Сантьяго, Буэнос-Айрес, Кейптаун, Перт, Мельбурн, Окленд и остров Пасхи
В Антарктиде на некоторых станциях с 2022 года работает телевидение
С середины 20 века действуют радиостанции, в частности радиостанция на станции «Мирный» начала работу после 1,5 месяцев работы станции

### Мобильная связь
С 2020 года ПАО «МТС» обеспечивает связью российские антарктические станции Беллинсгаузен, Новолазаревская, Мирный, Восток и Прогресс.  На станциях Беллинсгаузен и Прогресс  развёрнута сеть NB-IoT, предназначенная для передачи данных с устройств Арктического и антарктического научно-исследовательского института (ААНИИ).

## Правовой статус

Территориальные претензии в Антарктике

Семь стран (Аргентина, Австралия, Чили, Франция, Великобритания, Новая Зеландия и Норвегия) предъявляют территориальные права на различные районы Антарктиды. В 2008 году претензии на часть Антарктики были заявлены в новой конституции Эквадора. Но после успешного проведения Международного геофизического года (1957—1958) 12 его государств-участников (включая восемь вышеперечисленных) договорились о необходимости международного сотрудничества в Антарктике.
1 декабря 1959 года в Вашингтоне был заключён Договор об Антарктике, который вступил в силу 23 июня 1961 года после его ратификации 12 государствами — первоначальными участниками. Его главная цель — обеспечить использование Антарктики в интересах всего человечества. В Договоре предусматривается свобода научных исследований и поощряется международное сотрудничество. В нём запрещаются любая военная деятельность, любые ядерные взрывы и захоронения радиоактивных материалов в Антарктике.
Образованы заповедные Антарктические охраняемые территории.

## Озоновая дыра над Антарктикой
Озоновая дыра над Антарктикой была впервые обнаружена в 1985 году группой британских учёных во главе с Джорджем Фарманом, тогда её диаметр достигал 1000 километров, а площадь — 20 миллионов квадратных километров. В 2001 году учёные заявили, что её площадь сократилась, но эти сведения были опровергнуты в 2005, когда её размер достиг максимального замеченного — 27 миллионов квадратных километров. Озоновая дыра над Антарктикой является непостоянной, в сентябре — октябре (первый и второй месяц весны в Южном полушарии) она появляется, а в марте — апреле (первые месяцы осени в Южном полушарии), когда количество солнечного ультрафиолета уменьшается, она практически полностью исчезает. Учёные считают, что появлению озоновой дыры способствуют несколько факторов: широкое использование в промышленности и быту хлорсодержащих хладонов (фреонов), солнечная радиоактивность, увеличение концентрации CO2 в атмосфере Земли, а также некоторые другие антропогенные факторы, воздействующие на атмосферу (однако измерения доли этих факторов относительно ультрафиолетового излучения Солнца проведено не было).
Монреальский протокол запрещает производство и использование целого ряда озоноразрушающих химикатов. На сегодняшний день в «чёрный список» включено уже более 100 таких веществ, в том числе хлорфторуглероды. Но поскольку они остаются в атмосфере в течение нескольких десятилетий, их концентрация все ещё достаточно высока, и это продолжает приводить к разрушению озона.
В 2018 году учёные пришли к выводу, что озоновый слой планеты восстанавливается, и это может замедлить глобальное потепление. Они отметили, что скорость его восстановления составляет 1—3 процента за десять лет и что при таких темпах он должен полностью восстановиться над Северным полушарием к 2030-м годам, над Южным — к 2050-м, а над полюсами — к 2060 году.
Учёные из Службы мониторинга атмосферы Copernicus Европейского центра среднесрочных прогнозов погоды (ECMWF) заявили о том, что озоновая дыра 2020 над южным полюсом достигла своего пика. Содержание озона на высоте 20-25 километров над Антарктидой составляло менее 100 единиц Добсона. Метеорологи связывают возникновение такой масштабной дыры со стабильным и сильным холодным полярным вихрем, возникшим на рубеже зимы и весны в атмосфере южного полюса.

## Антарктика в филателии

Почтовые марки
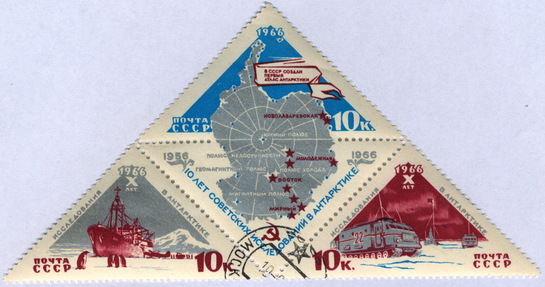
Почтовый блок «10 лет советских исследований в Антарктике», 1966 год
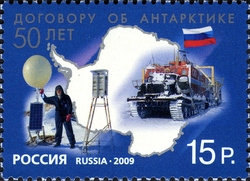
Почтовая марка «50 лет договору об Антарктике», 2009 год

## См. также

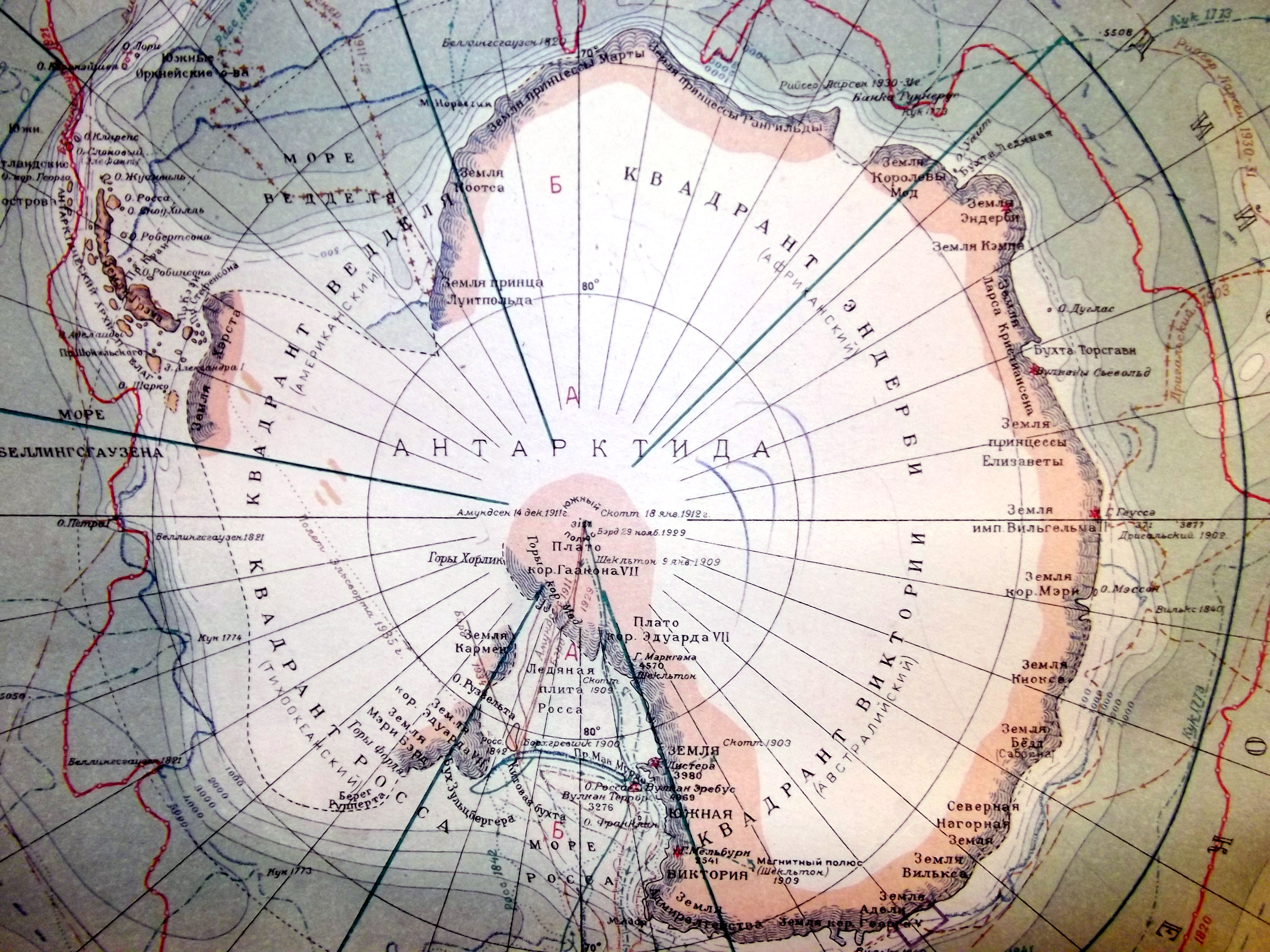
Фрагмент карты из «Атласа командира РККА», 1938 года

## Карта
- Карта Антарктической конвергенции